# Englerodothis grovei
Englerodothis grovei är en svampart som först beskrevs av Pier Andrea Saccardo, och fick sitt nu gällande namn av E. Castell. 1948. Englerodothis grovei ingår i släktet Englerodothis och familjen Parmulariaceae.   Inga underarter finns listade i Catalogue of Life.